# Brid, Pervomaisk
Brid (în ucraineană Брід) este un sat în comuna Dovha Prîstan din raionul Pervomaisk, regiunea Mîkolaiiv, Ucraina.

## Demografie
Componența lingvistică a localității Brid
     Ucraineană (95,07%)
     Rusă (2,61%)
     Română (1,74%)
     Alte limbi (0,29%)
Conform recensământului din 2001, majoritatea populației localității Brid era vorbitoare de ucraineană (95,07%), existând în minoritate și vorbitori de rusă (2,61%) și română (1,74%).